# Oreina ludovicae
Oreina ludovicae là một loài bọ cánh cứng trong họ Chrysomelidae. Loài này được Mulsant miêu tả khoa học năm 1854.